# طوربيد بشري

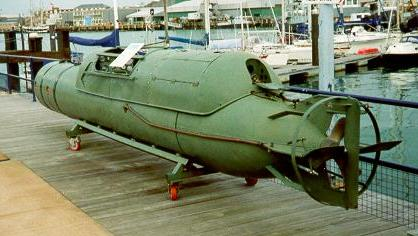
طوربيد من نوع مايالي إيطالي، في متحف الغواصات البحرية الملكية

الطوربيدات البشرية أو الطوربيدات المأهولة هي نوع من وسائل مركبات الدفع تحت الماء يقودها غواص. تم استخدامها كأسلحة بحرية سرية في الحرب العالمية الثانية. المفهوم الأساسي لا يزال قيد الاستخدام.
كان الاسم شائعًا للإشارة إلى الأسلحة التي استخدمتها إيطاليا، وبعد ذلك (مع نسخة أكبر) بريطانيا، التي تم نشرها في البحر المتوسط واستخدمت لمهاجمة السفن في موانئ العدو. أحيانًا ما يتم استخدام مفهوم الطوربيد البشري بواسطة الغواصين الترفيهيين.

## تاريخ نماذج الحرب المشتركة
الحرب العالمية الأولى
- أنشأ رافائيل روسيتي في عام 1918 سلاحًا جديدًا، استنادًا إلى فكرته عن طوربيد يشغله شخص، لربطه بسفن العدو تحت الماء والانفجار تحت جسم السفينة. كان يسمى هذا السلاح "mignatta" (علقة) وكان مقدمة لميال الحرب العالمية الثانية والطوربيد البشري الفعلي.

الحرب العالمية الثانية
- Siluro a Lenta Corsa (إيطالي، طوربيد منخفض السرعة - SLC)، والمعروف أيضًا باسم Maiale (إيطالي لـ «خنزير»، وصياغة miali).[1]
- Siluro San Bartolomeo (إيطالي، سانت بارثولوميو توربيدو، يُطلق عليه أيضًا اسم SSB). لم تستخدم قط.[2] :11-13

للحصول على معلومات حول عمليات الطوربيدات الإيطالية المأهولة، راجع الوحدة العاشرة الخفيفة للأسطول.